# Rosabell Laurenti Sellers
Rosabell Laurenti Sellers (Santa Monica, 1996. március 27.) amerikai származású olasz színésznő.

## Élete és pályafutása
Rosabell Laurenti Sellers, az amerikai Santa Monicában született 1996. március 27.-n.
Először 8 évesen (2004-ben) a Broadway színpadjain szerepelt. Első szerepe a La Mama című színdarabban volt. Később túrnézott Lengyelországban, és Ausztriában, s végül Rómában telepedett le a családjával.
Miután megérkezett Olaszországba, elkezdett szerepelni tévé, később mozifilmekben is. Első hivatalos szerepe a L'amore e la guerra, de szerepe nem ismert. Az első filmszerepe amiben, ismert volt a szerepe (Anita) annak a címe pedig L'amore e la guerra volt. Szerepelt például a Medicina generale és a A pilóta – Menekülés a szabadságba című tévéfilmekben is, de címszerepeket pedig a Coco Chanel és a Emlékeim Anna Frankról tévéfilmekben kapott. Első hivatalos szerepe a mozivásznokon a Ex című filmben volt, ahol Barbarát játszotta. Később megjelent egy Paura di amare című minifilmsorozatban.
Szerepelt még a The Whistleblower című mozifilmben is mellékszereplőként. A filmet a Torontói Nemzetközi Filmfesztivál-n is bemutatták.
A tavalyi évben szerepelt a Una grande famiglia című minisorozatban, valamint főszerepet kapott a Mia és én című gyerekeknek szóló tévésorozatban ami élőszereplős, de főként a CGI animációs jelenetekben adott szinkronhangot. A sorozatot a Rai Due sugározza.
2012 júniusában bejelentette, hogy szerepelni fog a Buongiorno papà című mozifilm, amit ugyanazon év szeptemberében kezdték el forgatni. Eközben a 69. Velencei Nemzetközi Filmfesztiválon bemutatták a Gli equilibristi című filmjét.

## Filmográfia

### Televízió
- The walking dead
- E poi c'è Filippo (2006)
- L'amore e la guerra – Anita (2007)
- A pilóta – Menekülés a szabadságba – Nicoletta (2008)
- Coco Chanel – Coco Chanel (12 évesen) (2008)
- Medicina generale – Rebecca (2009)
- Emlékeim Anna Frankról – Anna Frank (2009)
- Paura d'amare – Carlotta Loi (2010)
- Agata e Ulisse – Milla (2011)
- Cenerentola – Aurora (13 évesen) (2011)
- Mia és én – Mia (2011–2015)
- Egy nagy család – Valentina Rengoni (2012–2013)
- Trónok harca – Homok Tyene (2015–2017)

### Film
- A Wheel In Time (1999)
- Ex – Barbara (2009)
- Cocapop – fiatal Laura (2010)
- The Whistleblower – Maria (2010)
- Femmine contro maschi – Flavia (2011)
- Loon Lake – Rosy (2011)
- Gli equilibristi – Camilla (2012)
- Buongiorno papà – Layla Manfredini (2013)
- What About Love (2013)

## Fordítás
- Ez a szócikk részben vagy egészben  a   Rosabell_Laurenti_Sellers című olasz Wikipédia-szócikk fordításán alapul.  Az eredeti cikk szerkesztőit annak laptörténete sorolja fel. Ez a jelzés csupán a megfogalmazás eredetét és a szerzői jogokat jelzi, nem szolgál a cikkben szereplő információk forrásmegjelöléseként.